# Courtney Bruerton
Courtney Bruerton (1890 - 1956), hispanista estadounidense.
Fue un importante lopista, autor junto con Sylvanus Griswold Morley de la Cronología de las comedias de Lope de Vega: con un examen de las atribuciones dudosas, basado todo ello en un estudio de su versificación estrófica (Madrid: Gredos, 1968), publicada originalmente como Chronology of Lope de Vega's Comedies: With a Discussion of Doubtful Attributions, the Whole Based on a Study of His Strophic Versification (Nueva York: The Modern Language Association of America, 1940), un monumental trabajo de datación de toda la obra escénica de Lope de Vega, no sólo, cual se deduce de su título, con criterios métricos, sino también documentales e históricos, estudio que se ha demostrado acertado cuando se han descubierto comedias inéditas de Lope de Vega, pues han podido datarse también con precisión según sus criterios y estos han sido refrendados por las fechas de los manuscritos originales.